# Пукіпсі (містечко, Нью-Йорк)
Пукіпсі або Пекіпсі (англ. Poughkeepsie, /pəˈkɪpsi/) — місто (англ. town) в США, в окрузі Дачесс штату Нью-Йорк. Населення — 45 471 особа (2020).

## Демографія
Згідно з переписом 2010 року, у місті мешкала 43 341 особа в 15 276 домогосподарствах у складі 10 264 родин. Було 16116 помешкань
Расовий склад населення:
| - 77,4 % — білих - 9,8 % — чорних або афроамериканців - 6,1 % — азіатів - 0,2 % — корінних американців - 3,3 % — осіб інших рас |

До двох чи більше рас належало 3,3 %. Частка іспаномовних становила 9,8 % від усіх жителів.
За віковим діапазоном населення розподілялося таким чином: 21,0 % — особи молодші 18 років, 65,2 % — особи у віці 18—64 років, 13,8 % — особи у віці 65 років та старші. Медіана віку мешканця становила 37,0 року. На 100 осіб жіночої статі у місті припадало 91,4 чоловіків; на 100 жінок у віці від 18 років та старших — 88,1 чоловіків також старших 18 років.
Середній дохід на одне домашнє господарство становив 94 389 доларів США (медіана — 74 349), а середній дохід на одну сім'ю — 112 543 долари (медіана — 96 204). Медіана доходів становила 57 774 долари для чоловіків та 51 308 доларів для жінок. За межею бідності перебувало 8,5 % осіб, у тому числі 11,0 % дітей у віці до 18 років та 4,2 % осіб у віці 65 років та старших.
Цивільне працевлаштоване населення становило 22 170 осіб. Основні галузі зайнятості: освіта, охорона здоров'я та соціальна допомога — 34,1 %, роздрібна торгівля — 13,2 %, науковці, спеціалісти, менеджери — 9,5 %, мистецтво, розваги та відпочинок — 9,2 %.